# Јелена Опсеница Костић
Јелена Опсеница Костић (1976, Ниш) је српска психолошкиња и редовна професорка на Департману за психологијуФилозофског факултета Универзитета у Нишу. Њена научна и наставна делатност усмерена је на развојну психологију, психологију одраслог и старог доба, психологију интернета, дигиталну психологију, као и истраживање породичних односа, репродуктивног идентитета и психосоцијалних аспеката неплодности.
Објавила је на више десетине радова. Учествовала у националним и међународним пројектима из области развојне и дигиталне психологије. Сарађивала са Српском академијом наука и уметности на јавним предавањима и научним догађајима. 

## Образовање и академска каријера
Јелена је дипломирала (2000), магистрирала (2009) психологију на Филозофском факултету Универзитета у Новом Саду. Докторирала (2012) психологију на Филозофском факултету Универзитета у Нишу, где ради од 2002. године. У звање редовне професорке изабрана је 2023. године. 

## Наставни рад
Држи наставу на основним, мастер и докторским студијама из предмета:
- Психологија одраслог и старог доба
- Развојна психологија детињства
- Развојна психологија одраслог и старог доба
- Психологија интернета
- Психологија дигиталног окружења
- Одрастање у дигиталном окружењу
- Нови животни стилови и форме породице
- Деца и адолесценти у дигиталном окружењу

## Изабране публикације
- Ћировић, Н., Опсеница Костић, Ј. и др. (2025). Structure of reproductive identity in women with and without difficulty conceiving a child: Development and validation of Reproductive Identity Questionnaire[5]
- Опсеница Костић, Ј. и др. (2024). Reproductive identity of women undergoing IVF: An interpretative phenomenological analysis. Journal of Health Psychology.[6]
- Опсеница Костић, Ј. и др. (2024). Representations of in vitro fertilization in the first cycle of IVF in women. Health Psychology and Behavioral Medicine, 13(1)[7].
- Опсеница Костић, Ј.(2022). Путовање кроз дигитални простор - Увод у сајберпсихологију[8], Ниш: Филозофски факултет.